# Valea Babii
Valea Babii – wieś w Rumunii, w okręgu Hunedoara, w gminie Lunca Cernii de Jos. W 2011 roku liczyła 19 mieszkańców.